# گمینا برانگتسه
گمینا برانگتسه (به لهستانی:  Gmina Branice) یک گمینا در لهستان است که در شهرستان گلوبچه واقع شده‌است. گمینا برانگتسه ۱۲۱٫۸۷ کیلومتر مربع مساحت و ۷٬۷۲۸ نفر جمعیت دارد.